# Estanys de Trescuro
Els estanys de Trescuro es troben a la vall de Peguera, a 2040 m d'altitud. Són dos estanys petits, de dimensions molt similars (0.8 ha de superfície cadascun) i 5m fondària. D'altra banda, els dos estanys contigus presenten característiques molt particulars degudes al diferent temps de residència de l'aigua, propiciat perquè en un d'ells, el de baix, hi circula l'aigua del riu principal, amb una conca de prop de 1000 ha, mentre que l'altre només té una petita conca pròpia de 42 ha.
Els dos estanys estan totalment envoltats per pinedes de pi negre (Pinus uncinata), amb neret al sotabosc (Rhododendron ferrugineum ). Les parts de la conca per sobre el límit del bosc hi ha principalment gespets (prats de Festuca eskia), però també neretars, prats de pèl caní (Nardus stricta) i de Carex curvula. Els estanys estan envoltats per molleres de Carex fusca. La vegetació submergida consisteix en Potamogeton berchtoldii, espargani (Sparganium angustifolium), ranuncle aquàtic (Ranunculus aquatilis), subulària (Subularia aquatica), Isoetes echinospora, Myriophyllum alterniflorum i al fons Nitella sp.
Als estanys hi ha poblacions de truita comuna (Salmo trutta) i barb roig (Phoxinus phoxinus), i a les zones més someres s'hi pot trobar granota roja (Rana temporaria).
L'estat ecològic és Bo segons la classificació de la Directiva Marc de l'Aigua. Són actualment una reserva integral dintre del Parc Nacional d'Aigüestortes i Estany de Sant Maurici. El seu estat de conservació és bo, tot i que l'estany de baix es pot veure afectat per possibles regulacions hidroelèctriques a la conca.